# Gertrud Samén

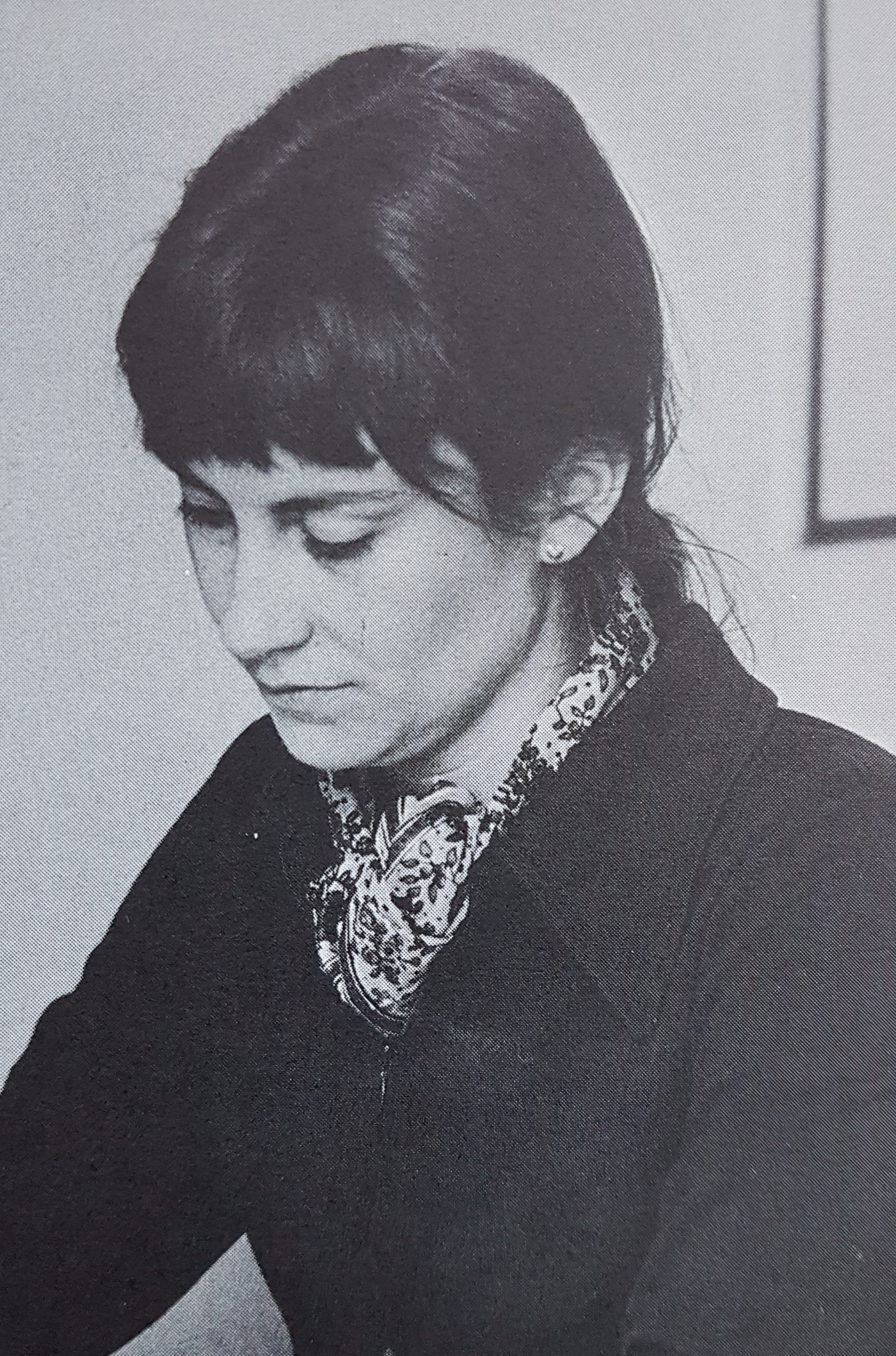
Gertrud Samén.

Gertrud Samén, född 10 juli 1943 Eskilstuna, är en svensk målare, tecknare, grafiker och diktare.
Samén studerade vid Grafikskolan i Falun för Einar Johnson och för Bernt Johansson i Karlskoga. Separat har hon ställt ut i bland annat Karlskoga, Kumla, Karlstad och Örebro. Hon har medverkat i samlingsutställningarna Grafiktriennalen på Liljevalchs, Unga Tecknare på Nationalmuseum, Svart på Vitt i Landskrona, Värmlands konstförenings höstsalong på Värmlands museum, Länets konst på  Örebro läns museum, Borås och Sjuhäradsbygdens Konstförenings höstsalong i Borås, Vårsalongen på  Karlskoga konsthall, Nordisk kulturvecka i Fredrikstad Norge, Svensk nutidskonst i Fredrikshamn Danmark, Norrbottens museum i Luleå, Riihimäki Finland, Arvika Konsthall och Kristinehamns konsthall.
Hon har tilldelats Värmlands konstförenings resestipendium och Svenska Statens konstnärsbidrag.
Hennes konst består av teckning, grafik och måleri.
Samén är representerad vid Moderna museet, Värmlands museum, Borås konstmuseum, Statens konstråd, Örebro läns museum, Örebro läns landsting samt ett flertal kommuner och landsting samt med boken En försommarmorgon vid Nationalmuseum i Stockholm.